# Charles Grall
Pour les articles homonymes, voir Grall.
Charles Grall, né le 29 décembre 1851 à Saint-Thégonnec (Finistère) et mort le 12 juin 1924 à Nice (Alpes-Maritimes)  est un médecin tropicaliste, militaire, français qui a marqué l'histoire du Service de santé des troupes coloniales par ses travaux scientifiques, son rôle de premier directeur  du service de santé de l'Indochine et son traité de pathologie exotique.

## Biographie

### Enfance et formation
Charles, Théodore, François, Marie Grall né le 29 décembre 1851 à Saint-Thégonnec, Finistère, fils de François-Marie Grall, clerc de notaire, et de Élisa Caroline Turnier. Il s'engage comme étudiant en médecine dans la marine le 4 novembre 1870. Aide-médecin à compter du 7 novembre 1872, il est reçu docteur en médecine en 1874 ,.

### Carrière

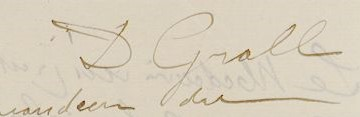
Signature du Docteur Charles Grall

Il sert de 1878 à 1881 en Guyane comme médecin de marine, où il lutte contre l'épidémie de fièvre jaune et reçoit un témoignage de satisfaction du ministre de la Marine et des Colonies. À bord du Bayard, navire amiral d'Amédée Courbet, il participe au blocus de Formose et occupe Keelung, gagnant là sa croix de chevalier de la Légion d'honneur.
Mais c'est surtout en Indochine qu'il fait l'essentiel de sa carrière. Il séjourne longuement au Tonkin de 1885 à 1890. En 1890 il quitte la marine en optant pour le nouveau corps de santé des colonies. Il sert ensuite en Nouvelle-Calédonie de 1891 à 1893 avant de retrouver le Tonkin en 1894 comme directeur du service de santé de celui-ci. Au Tonkin il est chargé d'organiser le Service de santé de la colonie et son adaptation aux conditions locales. Lors de la crise des effectifs du corps de santé des colonies (1896-1898), et plus encore de la crise créée par l'avis du Conseil d'État du 15 novembre 1897 - ôtant toute autorité des médecins du corps de santé des colonies sur les troupes coloniales dès lors qu'ils sont mis pour emploi auprès du ministère des colonies et déniant le statut d'officier aux médecins de la marine marchande ayant rejoint le corps de santé des colonies - Charles Grall se fait remarquer en prenant la tête des opposants aux mesures proposées,.
Il est au Sénégal en 1901. De retour en Indochine en 1903, cette fois comme directeur du Service de santé de toute la colonie, Charles Grall, élabore un projet d’assistance médicale indochinoise assurée par des médecins du Corps de santé colonial en position hors-cadres en attendant que les effectifs nécessaires de médecins civils français aient été recrutés. Grall prend ici modèle sur l'Assistance médicale indigène créée quelques années plus tôt à Madagascar et l'adapte aux contexte asiatique,.
En 1904 une direction générale de la santé est instituée auprès du gouvernement général de l'Indochine, basée à Hanoï. Charles Grall, qui est alors Médecin inspecteur des Colonies, en est le premier directeur dont dépendent d'une part cinq directions régionales chargées de la santé publique et d'autre part une direction du Service de santé des troupes coloniales. Grall, innove aussi dans le domaine hospitalier en faisant bâtir une maternité à l'Hôpital principal d'Hanoï, initiative innovante dans un établissement militaire.
En 1908, il est promu Médecin inspecteur général, et prend la présidence du Conseil supérieur de santé des colonies au ministère des Colonies, il est alors le chef de tout le Service de santé colonial.
Dès le déclenchement de la Première Guerre mondiale il prend l'inspection médicale de la 15e région militaire. Lorsque le front d'Orient s'ouvre, il assure l'inspection d'hygiène et d'épidémiologie des troupes engagées sur ce front, et on le voit à Gallipoli, en Macédoine ou encore à Corfou auprès des restes de l'armée serbe. De cette expérience il ramène des travaux scientifiques qui seront communiqués à la Société de pathologie exotique avant d'être publiés dont une longue monographie sur le paludisme dans les armées.
Il quitte le service actif en 1918 et se retire à Nice d'où il continue à participer aux travaux de la Société de pathologie exotique dont il est un des fondateurs, et vice-président en 1912-1913.
Charles Grall décède à son domicile à Nice le 12 juin 1924,.

### Vie de famille
Charles Grall épouse le 23 juin 1891 Victorine Traonouez, fille d'un notaire de Pont-l'Abbé (Finistère), qui sera sa veuve.

## Œuvre scientifique

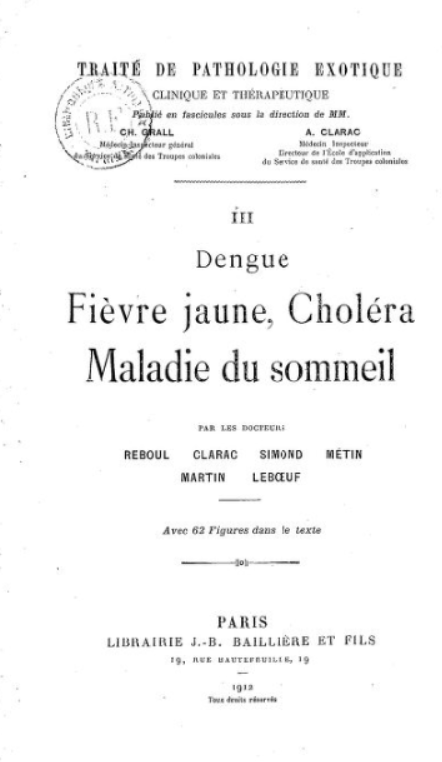
Couverture du troisième volume du Traité de pathologie exotique, co-dirigé par Charles Grall.

Il publie tout au long de sa carrière une importante production médicale sur les maladies exotiques qui trouve son apogée dans le Traité de pathologie exotique, clinique et thérapeutique qu'il édite en 7 volumes entre 1909 et 1919 en collaboration avec Albert Clarac et dans lequel il fait intervenir de nombreux médecins du Corps de santé des troupes coloniales.
- Charles Grall, Pathologie exotique Indo-Chine, Saigon, Imprimerie coloniale, 1900, 408 p. (BNF 30531872, lire en ligne)
- Charles Grall, Hygiène coloniale appliquée. Hygiène de l'Indo-Chine., Paris, J.-B. Baillière et fils, 1908, 483 p. (BNF 30531870)
- Charles Grall, La Malaria des armées en campagne, Paris, J.-B. Baillère et Fils, 1918 (BNF 32187906, lire en ligne)

## Hommages
- Grand officier de la Légion d'honneur le 12 juillet 1916.

L'hôpital militaire de Saïgon, porte son nom de 1925 à 1978 - Hôpital Grall. Il est depuis devenu Hôpital des enfants no 2 - Grall (Bênh Viên Nhi Dông 2 - Grall).
Un amphithéâtre de l'École du Pharo, à Marseille, portait son nom.